# Pfleghaus (Straßwalchen)
Das Pfleghaus lag in der heutigen Gemeinde Straßwalchen im Bezirk Salzburg-Umgebung im Land Salzburg (Salzburger Straße 1).
1390 beziehungsweise 1398 erwarben die Salzburger Fürsterzbischöfe Pilgrim II. von Puchheim und Gregor Schenk von Osterwitz vom Hochstift Passau die Herrschaft Mattsee mit Straßwalchen und dem Gericht Hochfeld. 1414 erwarb Fürsterzbischof Eberhard III. von Neuhaus von Bayern das Halsgericht für Straßwalchen auf Wiederkauf, was 1428 eingelöst wurde. 1420 kam es zur Vereinigung der Pfleggerichte Straßwalchen und Mattsee. Nach der Trennung des Landgerichtes Höchfeld vom Pfleggericht Mattsee im Jahre 1644 benötigte der Pflegrichter wieder ein Gebäude in Straßwalchen. Dieses wird als „klein und bequem, mit zwei niedrigen Geschoßen und einem ungewöhnlich großen Amthaus“ (= Gefängnis) beschrieben. Dieses Gebäude brannte 1721 ab und wurde im folgenden Jahr unter Fürsterzbischof Harrach wieder aufgebaut. Daran erinnert eine Marmortafel am Gasthaus Lebzelter (Mayburgerplatz 10) mit folgender Inschrift:

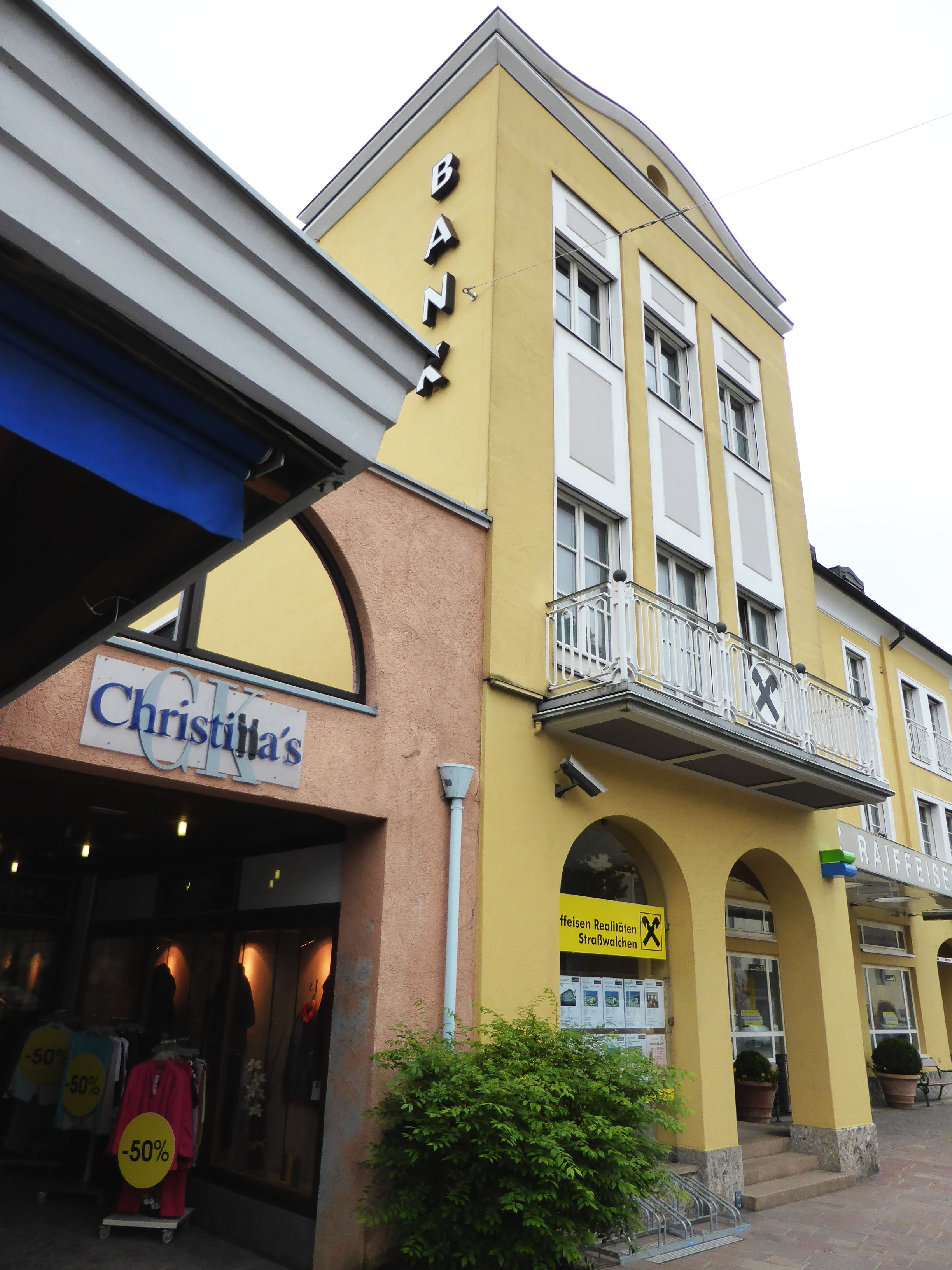
Heutige Gebäude an der Stelle des ehemaligen Pfleghauses in Straßwalchen

“HASCE AEDES PRAETORIAS / EXORTO INOPINATO INCENDIO / REPENTIVE DEVASTATAS 1721 / ITERUM AEDIFICARI ET ERIGI CVURAVIT 1722 / Francisc. Ant. Archieps. Pps. Salisburg. S. S. / Apost. Legat. S. R. I. Princeps ab Harrach et. Etc.”

1803 wurde das Pfleggericht Straßwalchen mit dem von Neumarkt zusammengelegt und das Gebäude an Private verkauft.